# Druckwaage
Die Druckwaage, auch Differenzdruckventil oder Druckdifferenzventil, (engl. pressure compensator) ist in der Hydraulik ein Druckventil, das einen Differenzdruck zwischen einer extern zugeführten Messstelle und einem am Ventil anliegenden Druck regeln kann. Zumeist wird die Druckwaage in Verbindung mit einer Messdrossel eingesetzt, wobei die Messdrossel zwischen externem Druckabgriff und Druckwaage platziert wird. Dadurch bleibt der Volumenstrom auch bei wechselnder Last konstant. Die Kombination von Druckwaage und Messdrossel ergibt ein Stromregelventil. Eine Druckwaage kann auch in Kombination mit einem Proportional- oder Regelventil eingesetzt werden. Das Stetigventil übernimmt dabei die Funktion der Messdrossel. Damit lässt sich der Volumenstrom lastunabhängig steuern. Druckwaagen kommen auch bei Load-Sensing-Systemen zum Einsatz.